# Stati per estensione della rete ferroviaria

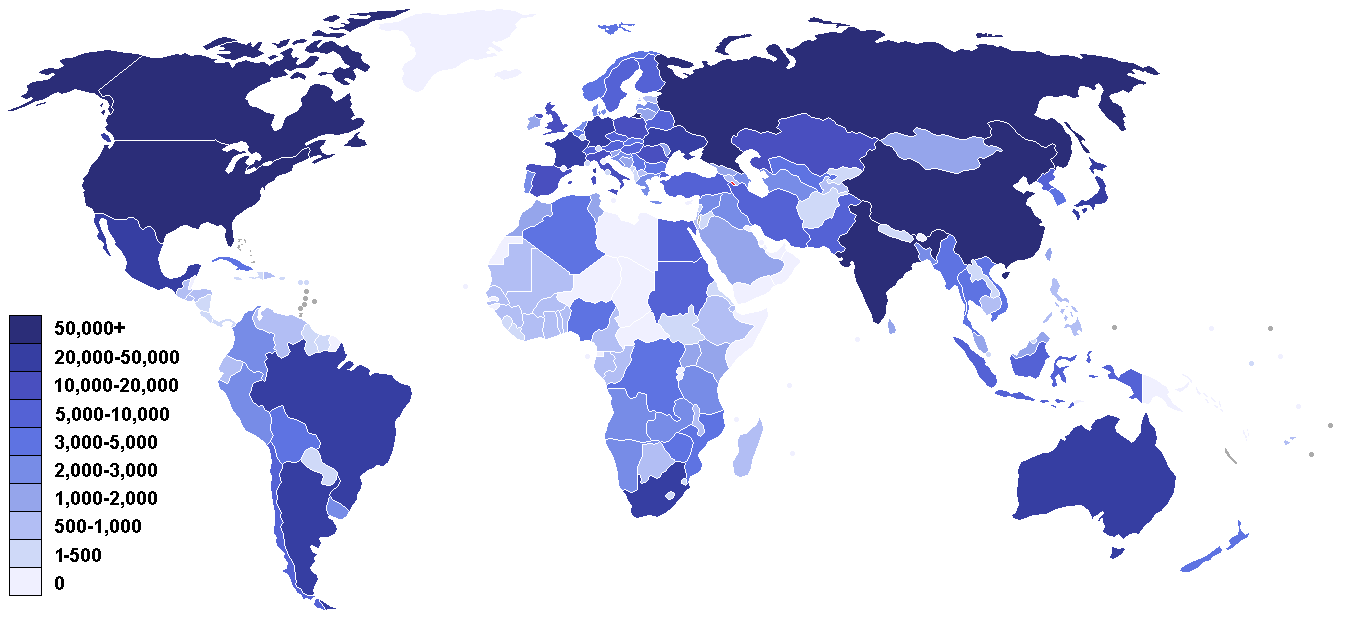
Stati (nel 2018) per estensione della rete ferroviaria (in km).

Questo articolo riporta una lista degli stati del mondo in base alla lunghezza della rete ferroviaria, secondo i dati della Union internationale des chemins de fer (UIC).
La lunghezza totale della rete ferroviaria mondiale nel 2006 è stimata dalla UIC in 1.370.782 km. 149 stati dispongono di ferrovie, mentre 33 ne sono sprovvisti. Mancano i dati per alcuni di essi.
Questo articolo elenca i primi 100 stati per lunghezza totale della rete ferroviaria.
Sono considerate le linee in servizio attivo nell'anno in cui è stata fatta la rilevazione. Sono comprese sia le linee usate per trasporto passeggeri che per trasporto merci. La colonna Km/1.000 km² riporta i chilometri di linee per ogni 1.000 km² di superficie dello stato.
La Repubblica Ceca è la "regina" della densità ferroviaria (120,1 km ogni 1000 km²)

## Lista
| N.  | Stato                | Lunghezza (km) | Anno | Km/ 1.000 km² |
| --- | -------------------- | -------------- | ---- | ------------- |
| 1   | Stati Uniti          | 226.612        | 2005 | 24,2[1]       |
| –   | Unione europea       | 209.895        | 2007 | 48,5          |
| 2   | Russia               | 84.158         | 2007 | 4,9           |
| 3   | Cina                 | 79.687         | 2008 | 8,3           |
| 4   | Canada               | 78.042         | 2010 | 5,7           |
| 5   | India                | 63.327         | 2007 | 19,3          |
| 6   | Australia            | 38.550         | 2006 | 5,0           |
| 7   | Brasile              | 37.753         | 2006 | 4,4           |
| 8   | Argentina            | 35.897         | 2007 | 12,9          |
| 9   | Germania             | 34.074         | 2008 | 95,4          |
| 10  | Francia              | 29.488         | 2007 | 54,3          |
| 12  | Messico              | 26.487         | 2006 | 26,4          |
| 13  | Sudafrica            | 24.787         | 2007 | 22,3          |
| 14  | Giappone             | 23.747         | 2007 | 62,1          |
| 15  | Ucraina              | 21.891         | 2005 | 36,3          |
| 16  | Polonia              | 19.419         | 2007 | 62,1          |
| 17  | Turchia              | 18.697         | 2007 | 23,9          |
| 11  | Italia               | 16.779         | 2019 | 55,9          |
| 18  | Regno Unito          | 16.208         | 2007 | 66,2          |
| 19  | Spagna               | 14.832         | 2007 | 29,3          |
| 20  | Kazakistan           | 14.205         | 2006 | 5,2           |
| 21  | Romania              | 10.646         | 2007 | 44,7          |
| 22  | Svezia               | 9.821          | 2007 | 21,8          |
| 23  | Rep. Ceca            | 9.491          | 2006 | 120,3         |
| 24  | Pakistan             | 7.791          | 2006 | 9,8           |
| 25  | Ungheria             | 7.960          | 2007 | 85,6          |
| 26  | Iran                 | 7.265          | 2006 | 4,4           |
| 27  | Indonesia            | 6.458          | 2006 | 3,4           |
| 28  | Finlandia            | 5.899          | 2007 | 17,4          |
| 29  | Cile                 | 5.898          | 2006 | 7,8           |
| 30  | Austria              | 5.818          | 2007 | 69,4          |
| 31  | Bielorussia          | 5.494          | 2007 | 26,4          |
| 32  | Sudan                | 5.478          | 2006 | 2,2           |
| 33  | Corea del Nord       | 5.235          | 2006 | 16,4          |
| 34  | Egitto               | 5.195          | 2006 | 5,2           |
| 35  | Cuba                 | 4.226          | 2006 | 38,4          |
| 36  | Nuova Zelanda        | 4.128          | 2006 | 15,3          |
| 37  | Norvegia             | 4.087          | 2007 | 12,6          |
| 38  | Thailandia           | 4.044          | 2005 | 7,9           |
| 39  | Bulgaria             | 4.027          | 2007 | 36,3          |
| 40  | Uzbekistan           | 4.005          | 2006 | 9,0           |
| 41  | Birmania             | 3.955          | 2006 | 5,8           |
| 42  | Serbia               | 3.809          | 2007 | 43,1          |
| 43  | RD del Congo         | 3.641          | 2007 | 1,6           |
| 44  | Slovacchia           | 3.629          | 2007 | 74,1          |
| 45  | Svizzera             | 3.619          | 2007 | 87,7          |
| 46  | Algeria              | 3.572          | 2007 | 1,5           |
| 47  | Niger                | 3.528          | 2006 | 3,8           |
| 48  | Bolivia              | 3.504          | 2006 | 3,2           |
| 49  | Corea del Sud        | 3.399          | 2007 | 34,1          |
| 50  | Belgio               | 3.374          | 2007 | 110,5         |
| 51  | Vietnam              | 3.147          | 2007 | 9,5           |
| 52  | Zimbabwe             | 3.077          | 2006 | 7,9           |
| 53  | Mozambico            | 3.070          | 2006 | 3,8           |
| 54  | Turkmenistan         | 3.069          | 2006 | 6,3           |
| 55  | Uruguay              | 2.993          | 2003 | 17,0          |
| 56  | Azerbaigian          | 2.918          | 2009 | 29,7          |
| 57  | Portogallo           | 2.838          | 2007 | 30,8          |
| 58  | Paesi Bassi          | 2.776          | 2007 | 66,8          |
| 59  | Angola               | 2.761          | 2006 | 2,2           |
| 60  | Bangladesh           | 2.855          | 2005 | 19,8          |
| 61  | Tanzania             | 2.722          | 2006 | 2,9           |
| 62  | Croazia              | 2.722          | 2007 | 48,2          |
| 63  | Grecia               | 2.551          | 2007 | 19,3          |
| 64  | Namibia              | 2.382          | 2006 | 2,9           |
| 65  | Lettonia             | 2.269          | 2007 | 35,1          |
| 66  | Tunisia              | 2.218          | 2007 | 13,6          |
| 67  | Perù                 | 2.177          | 2004 | 1,7           |
| 68  | Colombia             | 2.137          | 2004 | 1,9           |
| 69  | Danimarca            | 2.133          | 2007 | 49,5          |
| 70  | Siria                | 2.043          | 2007 | 11,0          |
| 71  | Irlanda              | 1.919          | 2007 | 27,3          |
| 72  | Kenya                | 1.917          | 2004 | 33,0          |
| 73  | Marocco              | 1.907          | 2007 | 4,3           |
| 74  | Iraq                 | 1.898          | 2005 | 1,2           |
| 75  | Mongolia             | 1.810          | 2006 | 1,2           |
| 76  | Lituania             | 1.766          | 2007 | 27,0          |
| 77  | Malaysia             | 1.667          | 2007 | 5,0           |
| 78  | Georgia              | 1.513          | 2007 | 21,7          |
| 79  | Sri Lanka            | 1.449          | 2006 | 22,1          |
| 80  | Arabia Saudita       | 1.412          | 2007 | 0,7           |
| 81  | Zambia               | 1.237          | 2006 | 1,6           |
| 82  | Slovenia             | 1.228          | 2007 | 60,5          |
| 83  | Moldavia             | 1.154          | 2006 | 34,1          |
| 84  | Bosnia ed Erzegovina | 1.103          | 2007 | 21,5          |
| 85  | Taiwan               | 1.093          | 2007 | 30,2          |
| 86  | Ghana                | 977            | 2003 | 4,1           |
| 87  | Cambogia             | 974            | 2007 | 2,0           |
| 88  | Ecuador              | 966            | 2006 | 3,4           |
| 89  | Estonia              | 962            | 2006 | 21,3          |
| 90  | Israele              | 958            | 2007 | 43,3          |
| 91  | Senegal              | 906            | 2004 | 4,6           |
| 92  | Botswana             | 888            | 2007 | 1,5           |
| 93  | Guatemala            | 885            | 2004 | 8,1           |
| 94  | Madagascar           | 883            | 2002 | 1,5           |
| 95  | Guinea               | 837            | 2006 | 3,4           |
| 96  | Gabon                | 810            | 2006 | 3,0           |
| 97  | Malawi               | 797            | 2006 | 6,8           |
| 98  | Rep. del Congo       | 795            | 2006 | 2,3           |
| 99  | Gibuti               | 781            | 2005 | 33,7          |
| 100 | Benin                | 758            | 2006 | 6,7           |
- Fonte principale dei dati: Union internationale des chemins de fer → data

## Stati senza rete ferroviaria
- Andorra
- Cipro - in funzionamento la Cyprus Government Railway dal 1905 al 1951
- Guinea-Bissau
- Islanda - in funzionamento piccole linee ferroviarie dal 1913 al 1928
- Kuwait
- Libia - in funzionamento varie linee ferroviarie dal 1912 al 1965
- Macao ( Cina)
- Malta - una linea ferroviaria esistente dal 1883 al 1931
- Isole Marshall
- Micronesia
- Mauritius - una linea ferroviaria esistente dal 1860 al 1960
- Niger - aperta nel 2014 la ferrovia Cotonou-Niamey, attualmente in uso solo fino a Parakou (Benin)
- Oman
- Papua Nuova Guinea
- Qatar
- Ruanda
- Isole Salomone
- San Marino - in funzionamento la ferrovia Rimini-San Marino dal 1932 al 1944
- Somalia - in funzionamento la ferrovia Mogadiscio-Villaggio Duca degli Abruzzi dal 1924 al 1941
- Timor Est
- Tonga
- Trinidad e Tobago - in funzionamento il Trinidad Government Railway dal 1876 al 1968
- Vanuatu - in funzionamento per un breve periodo una piccola linea ferroviaria nell'isola di Éfaté
- Yemen